# Lorenzo Stanchina
Lorenzo Stanchina (Villa Devoto, 1900 – ibidem, 1987) fue un novelista, cuentista, dramaturgo  y periodista argentino. Formó parte del Grupo de Boedo, del cual fue uno de los tres fundadores, junto a Elías Castelnuovo y Nicolás Olivari. Sus obras se caracterizan por tener un fuerte contenido social.

## Vida
Estudió en el Colegio Nacional Juan Martín de Pueyrredón y, al concluir la escuela secundario, decidió no hacer estudios universitarios, como era costumbre en su familia, para dedicarse a escribir. A los diecisiete años, fundó la Sociedad Argentina de Autores Novelas, de la que fue presidente. Poco después, creó la revista Psiquis, en la que colaboraron varios escritores famosos, como Leopoldo Lugones, José Ingenieros y Ricardo Rojas, entre otros. Volvió a fundar el periódico barrial La Razón de Villa Devoto, que había dejado de publicarse, y que dirigió durante cincuenta años. Con Elías Castelnuovo y Nicolás Olivari fundó el Grupo de Boedo.
Toda la vida residió en el barrio de Villa Devoto, en compañía de su esposa Ana y su hijo Juan.

## Obra
Su obra literaria tiene la influencias de los escritores rusos Leonid Andréiev, Máximo Gorki y Fédor Dostoievski, Tanto en sus obras teatrales como en cuentos y novelas muestra su compromiso social tratando el tema de los pobres, los inmigrantes, los marginados y la prostitución. 
Entre sus obras de mayor importancia se encuentran: Precipicio (1933), en la que el protagonista descubre que su madre es una prostituta; Tanka Charowa, de 1934 quizás su mejor obra, en la que describe de manera realista el mundo de la prostitución en Buenos Aires; Los Endemoniados,  de 1936, conjunto de cuentos, en los que expone con crudeza las vicisitudes de personajes marginados y la novela Corrientes y Maipú (1960) en la que sigue con la línea de Tanka Charowa, exponiendo la prostitución y la vida nocturna, pero describiéndolas de una forma diferente ya que las costumbres habían cambiado en los treinta años transcurridos entre la publicación de una y otra.